# Bairnsdale
Bairnsdale is een plaats in de Australische deelstaat Victoria en telt 11.282 inwoners (2006).